# Kees’scher Park

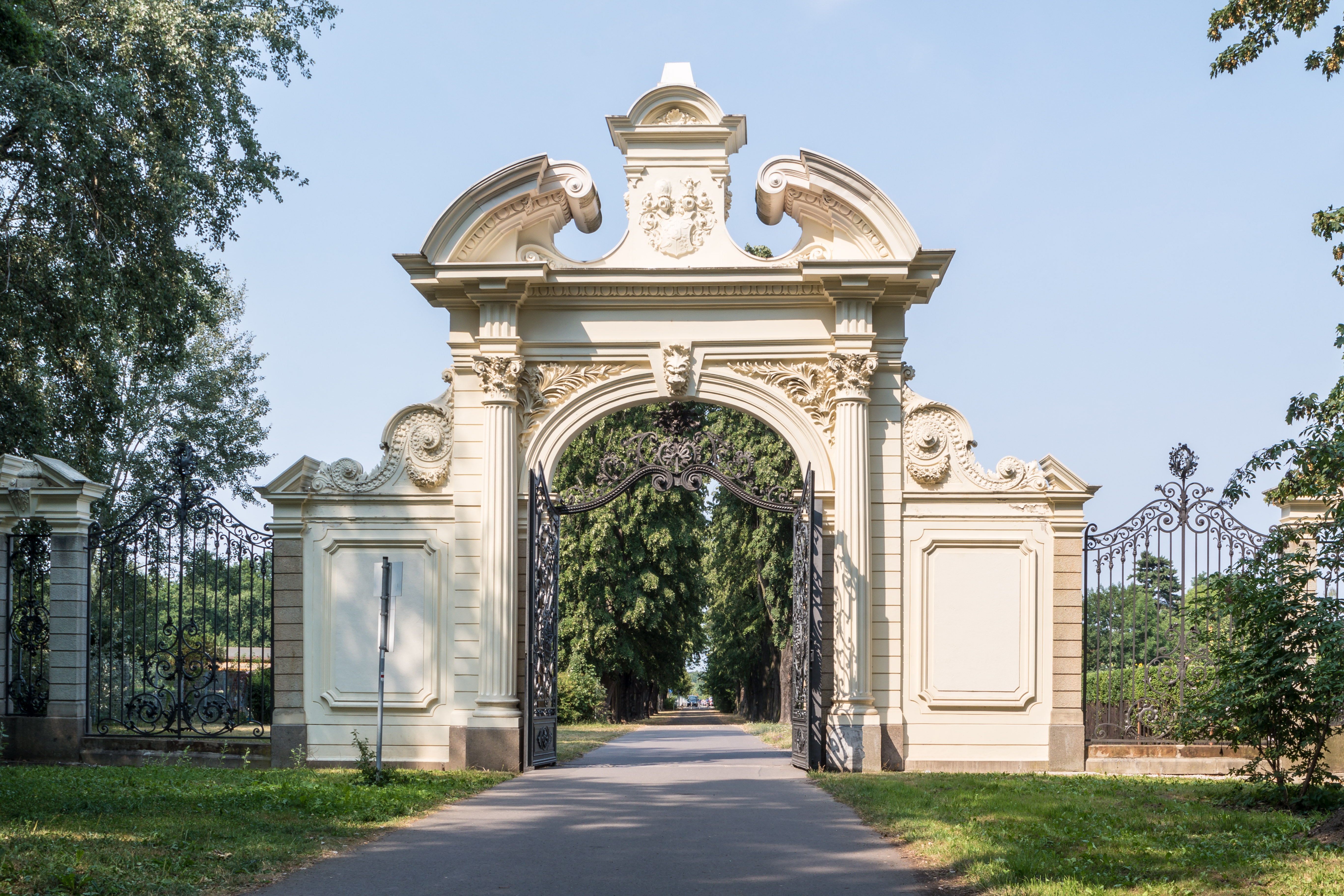
Das Adlertor an der Nordseite des Parks (2015)

Der Kees’sche Park ist eine historische Parkanlage in der sächsischen Stadt Markkleeberg südlich von Leipzig. Er ist benannt nach der Familie Kees, aus der Erich Walter Jakob Kees Ende des 19., Anfang des 20. Jahrhunderts Besitzer und Gestalter des Parks war.

## Lage und Gestalt
Der Kees’sche Park liegt am westlichen Rand Markkleebergs, im Ortsteil Gautzsch, aus dessen ehemaligem Rittergut er hervorgegangen ist. Die Entfernung von seiner Südgrenze zum Cospudener See beträgt 250 Meter. Der nördliche Zugang liegt am Equipagenweg, der südliche an der Pfarrgasse. Zwischen beiden verläuft der Hauptweg des Parks. 

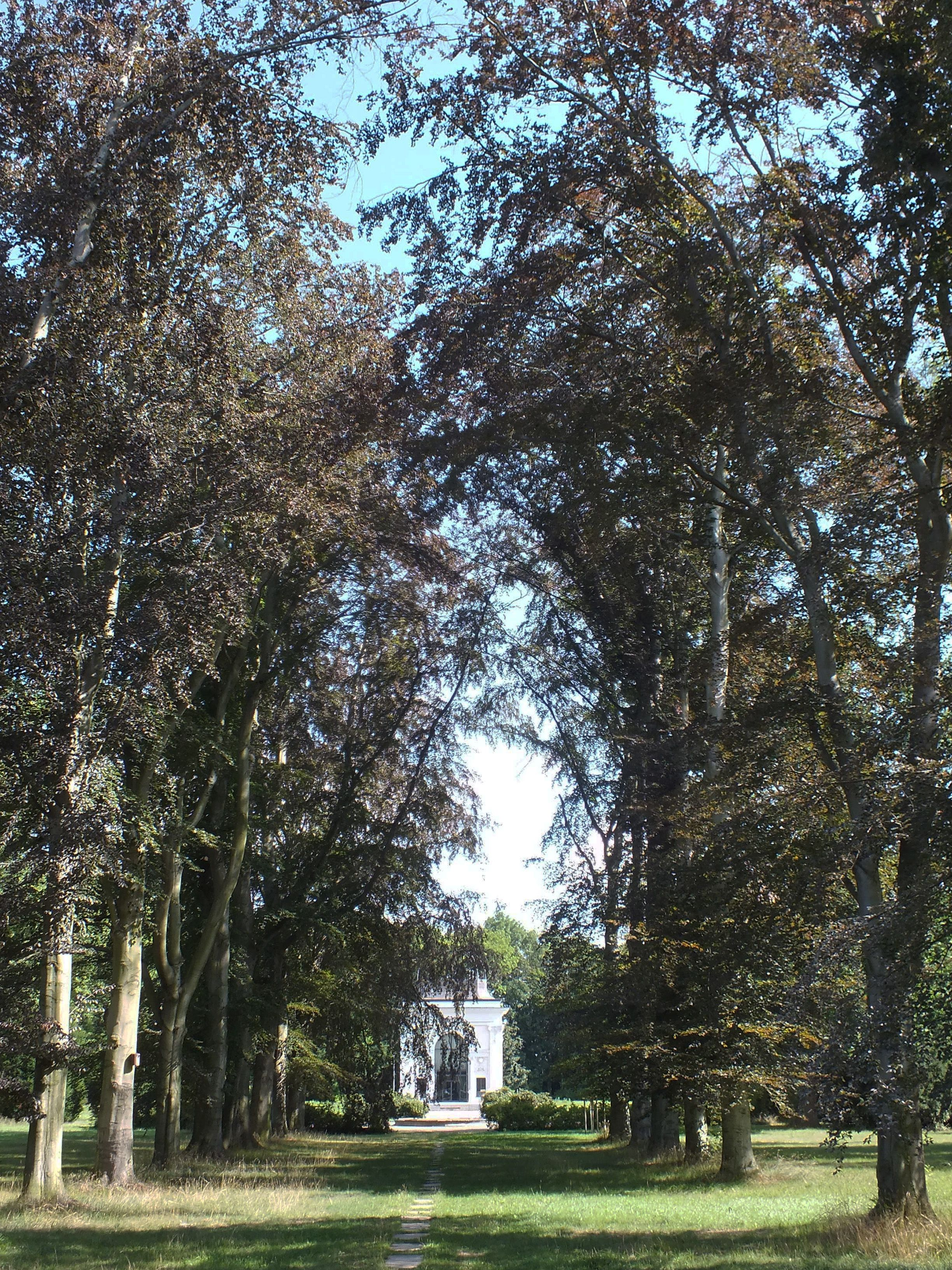
Die Blutbuchenallee
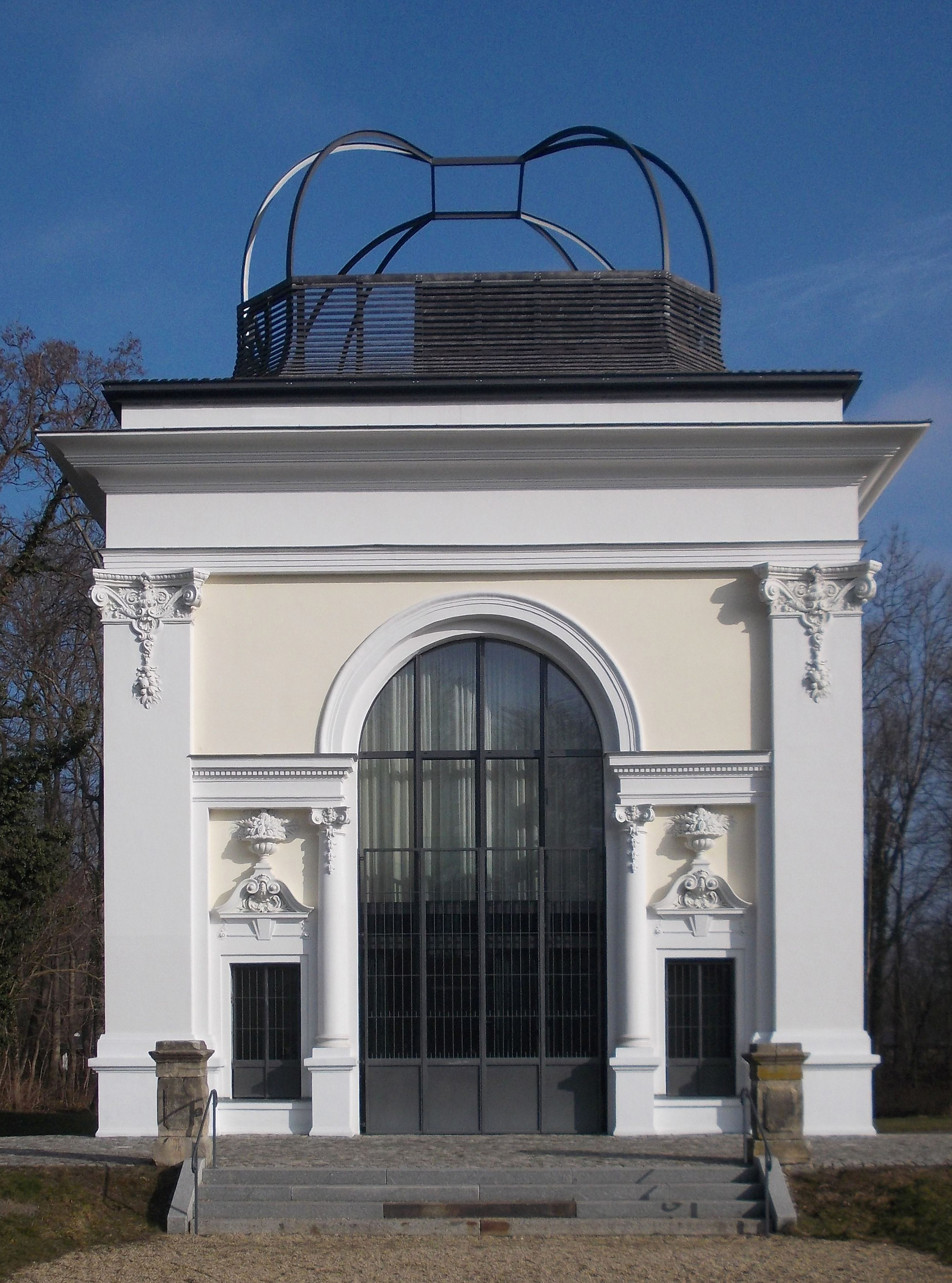
Der Orangerie-Mittelbau
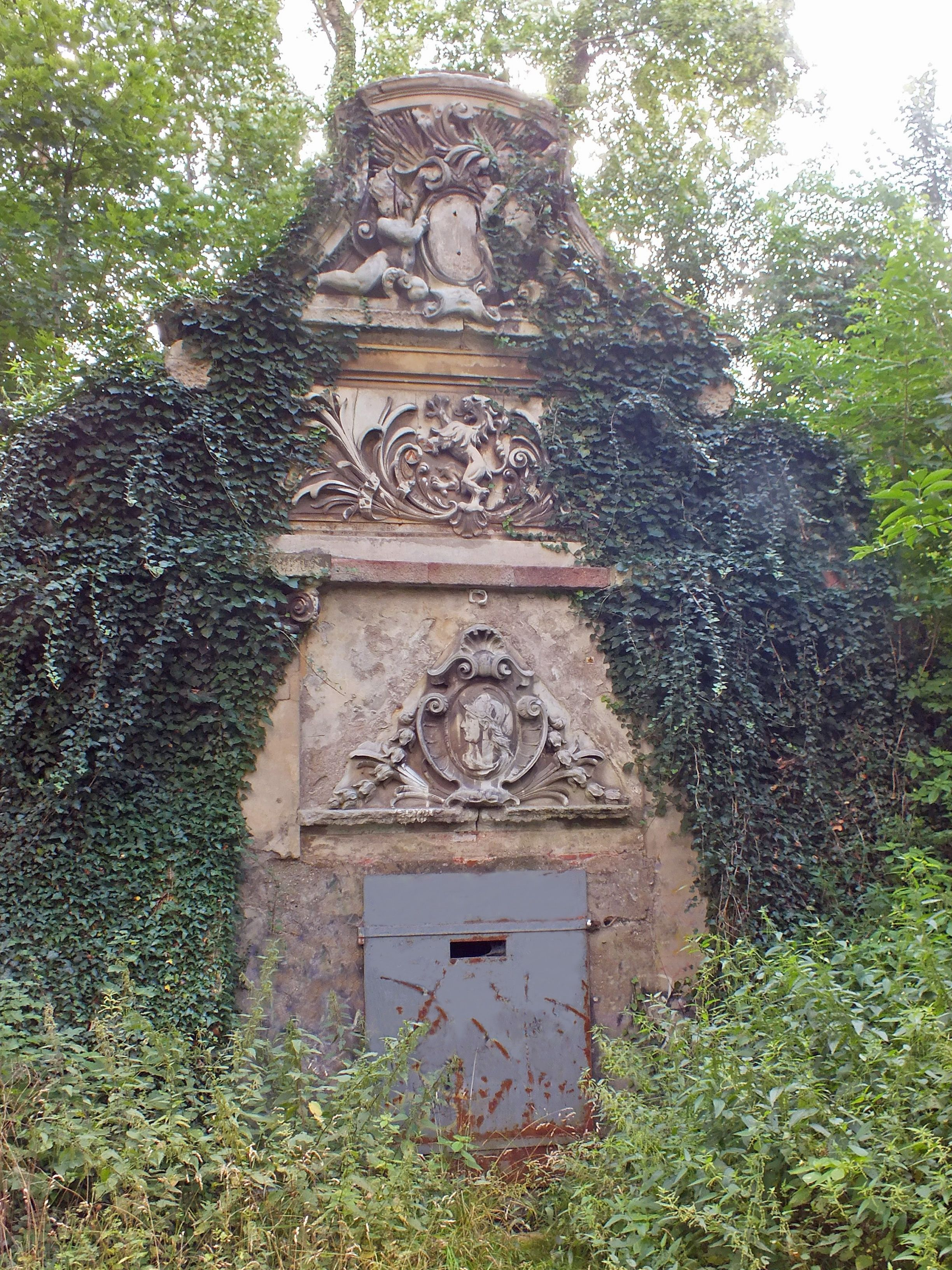
Der Eingang zum Eiskeller

Der Park bedeckt eine Fläche von etwa zehn Hektar. Es wechseln sich Wiesenflächen mit malerisch gestalteten Baumgruppen ab. Eine Besonderheit ist eine Blutbuchenallee. Den gesamten Park durchzieht nahe der Außengrenze ein Ringgraben, der aber trocken liegt.
Von der historischen Bebauung ist insbesondere am Nordzugang das Adlertor erhalten, die größte neobarocke Toranlage Sachsens außerhalb Dresdens. Sie besteht aus dem zehn Meter hohen säulengeschmückten Torbogen mit zwei prunkvollen schmiedeeisernen Torflügeln, Kämpfer und der Torbekrönung, jedoch ohne die ehemals namengebende Adlerfigur. Links und rechts vom Torbogen schließen sich circa zehn Meter lange Seitenflügel mit je zwei großen und einem kleineren schmiedeeisernen Gitter an.  
Historisch ist ferner der restaurierte Mitteltrakt der Orangerie, oft auch als Palmenhaus bezeichnet, obwohl sich dieses außen links an die Orangerie anschloss. Das wiederhergestellte Wegesystem trifft sich an der ehemaligen Brunnenanlage, der ebenfalls noch das Wasser fehlt.
Etwas versteckt am Südrand des Parks befindet sich der noch unsanierte, neobarock geschmückte Zugang zum ehemaligen etwa 100 m² großen Eiskeller. Die Bogenbrücke ihm gegenüber führte zum ehemaligen Herrenhaus.  

## Geschichte
Bereits im 13. Jahrhundert wird in Gautzsch ein Herrensitz des Ranvoldus de Kutez erwähnt. Im 15. Jahrhundert existierte ein Rittergut, das bis ins 17. Jahrhundert im Besitz der Familien Pflugk und Dieskau blieb. 1713 erwarb es der Leipziger Ratsbaumeister, Kammer- und Kommerzienrat Wolfgang Valentin Jöcher, der auch ein Haus am Leipziger Markt besaß. Neben reger Bautätigkeit in Gautzsch (Kirche, Mühle, Gasthof, Wirtschaftsgebäude) ließ er auch am Gut das Herrenhaus durch den führenden Baumeister des Leipziger Barock, David Schatz, aufstocken und barockisieren sowie innerhalb eines Grabensystems um das Gut einen prächtigen Garten anlegen. Nach seinem Tod am 5. März 1728 erwarb Theodor Oertel von Döbitz das Anwesen.

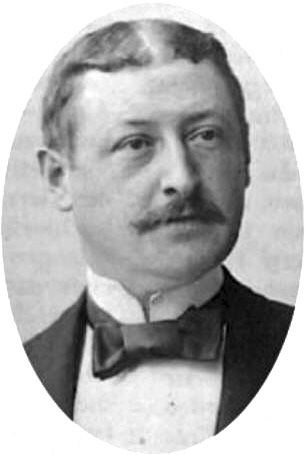
Erich Walter Jakob Kees

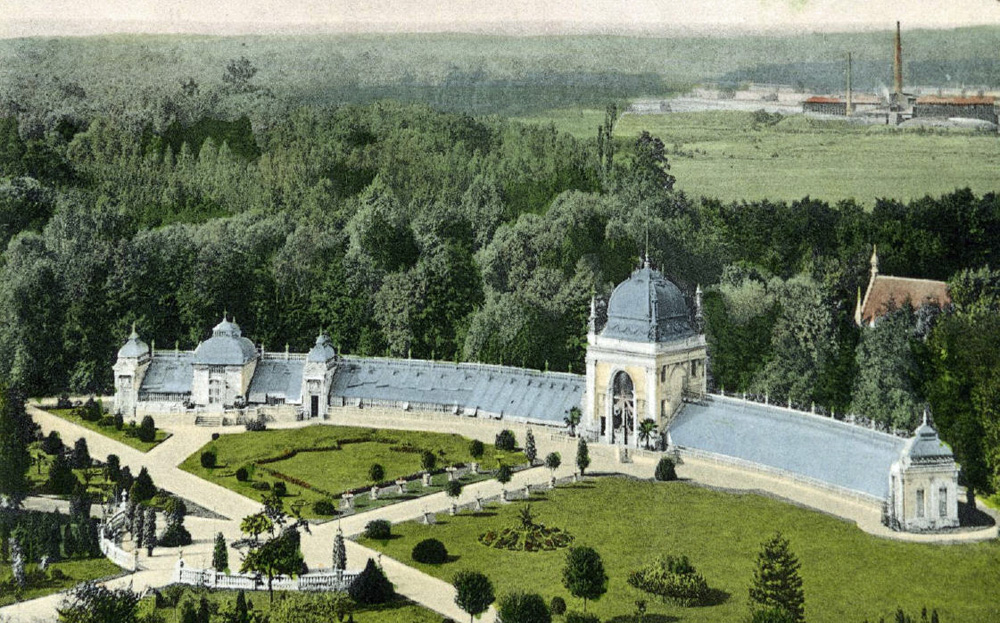
Die Orangerie um 1900,
links das Palmenhaus

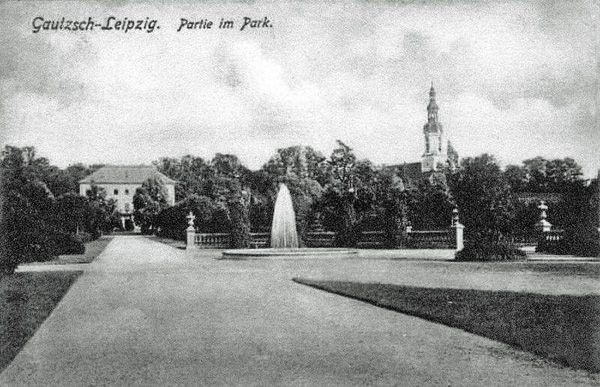
Wasserspiele und Herrenhaus

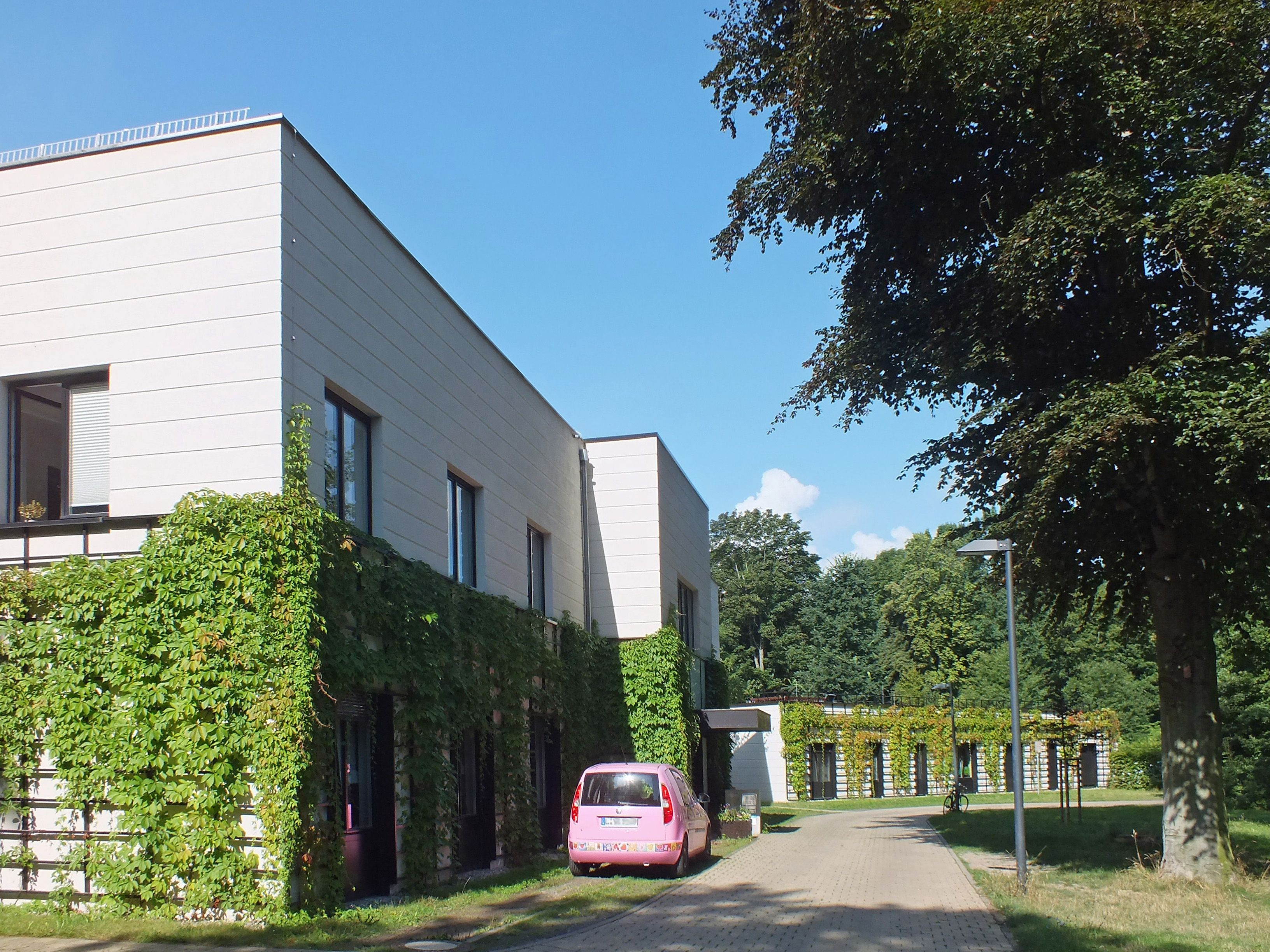
Kinderhospiz Bärenherz von 2008

Nach mehreren Zwischeneigentümern kam es 1861 in den Besitz der Familie Kees, den Nachfahren der kursächsischen Oberpostmeister Johann Jakob Kees des Älteren und des Jüngeren. Der Familie Kees gehörte seit 1714 das benachbarte Gut Zöbigker. Ihrem Spross Erich Walter Jakob Kees (1864–1906) schenkte die Familie zu seinem 21. Geburtstag 1885 das Gut Gautzsch. Dieser war weniger an Landwirtschaft als an Technik, Handel und Kunst interessiert. Er ließ die in der Nähe des Herrenhauses befindlichen Wirtschaftsgebäude nach außerhalb des Parks versetzen und den Park neu gestalten. Dazu gehörte eine über 100 Meter lange bogenförmige Orangerie, an die sich links noch ein Palmenhaus anschloss. Er installierte Wasserspiele, Pergolen, Terrassen, Brücken und Alleen. Der Nordausgang des Parks zu dem von ihm angelegten Equipagenweg wurde mit dem Adlertor geschmückt. Der Eiskeller bekam ein üppig dekoriertes neobarockes Portal.
Als Walter Kees 1906 zweiundvierzigjährig starb, zog seine Witwe mit den drei Kindern an den Comer See. Das den Erben zu kostspielig gewordene Anwesen wurde 1940 der Stadt Leipzig verkauft, Markkleeberg behielt die Nutzungshoheit. Inzwischen waren militärische Einheiten im Herrenhaus stationiert, das nach dem Zweiten Weltkrieg durch die amerikanischen Besatzer zum Krankenhaus bestimmt wurde, was es bis 1992 blieb, durch zahlreiche An-, Um- und Zusatzbauten entstellt. Der Park verkam, und ab 1993 war das ehemalige Krankenhaus dem Vandalismus preisgegeben einschließlich mehrerer Brände.
Anfang 2000 wurde der Park durch einen privaten Investor erworben unter den Bedingungen seiner Restaurierung, der schonenden Bebauung nur an historischen Standorten bei möglichst medizinischer Nutzung und der öffentlichen Zugänglichkeit.
Von 2004 bis 2005 wurde der Park gartendenkmalpflegerisch saniert. Es wurde der Wildwuchs eingeschlagen und alte Sichtachsen wieder gestaltet. Das Profil des Ringgrabens wurde nach seiner Ausbaggerung wieder hergestellt, allerdings noch trocken belassen. Straßen und Wege wurden wieder angelegt.
2006 wurden die Krankenhausruine und weitere dazugehörige Bauten beseitigt. Erhalten blieben das Adlertor, der Mittelbau der Orangerie, der Eiskeller mit seinem Schmuckportal und die Anlage um den ehemaligen Springbrunnen.
2008 entstand am Standort des ehemaligen Vogelmuseums das Kinderhospiz Bärenherz, das erste in Mitteldeutschland. Es besitzt 12 Hospizplätze und zudem Eltern- und Geschwisterzimmer.
2009 begann die Sanierung des Orangeriemittelbaus und des Adlertores, das 2010 seine fast vier Tonnen schweren schmiedeeisernen Torflügel zurückerhielt. Am Südeingang des Parks wurde das Torhaus durch den Betrieb „Brot und Kees“ einer gastronomischen Nutzung zugeführt.

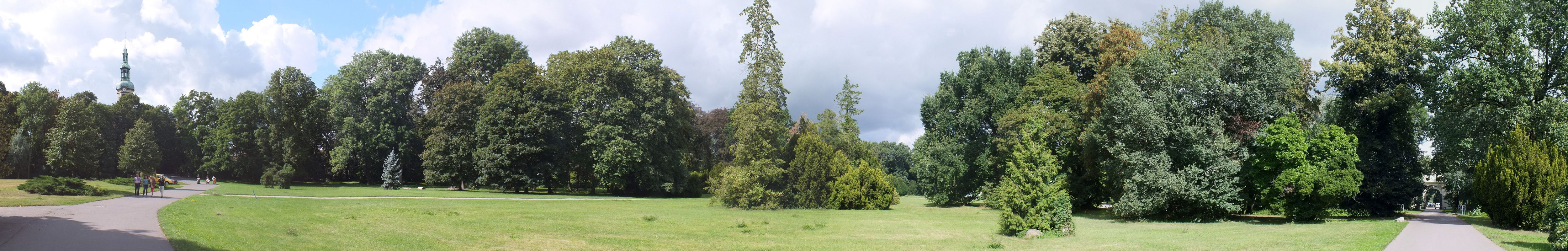
200°-Panorama von der Martin-Luther-Kirche über West bis zum Adlertor